# Shoko Asahara
Chizuo Matsumoto (松本 智津夫, Matsumoto Chizuo ; Yatsushiro, 2 maart 1955 – Katsushika, 6 juli 2018), beter bekend als Shoko Asahara (麻原彰晃, Asahara Shōkō), was de grondlegger van de Japanse sekte Aum Shinrikyo (Hoogste Waarheid).
Chizuo Matsumoto werd geboren in Yatsushiro in de prefectuur Kumamoto. Hij was deels blind en volgde daarom in zijn jeugd een speciale opleiding. Vervolgens studeerde hij acupunctuur en Chinese geneeskunde. Hij trouwde in 1978.
Matsumoto stond op 27 februari 2004 terecht voor 27 moorden, waaronder de aanslag met het gifgas sarin in de metro van Tokio in 1995. Hij werd schuldig bevonden aan alle 13 feiten waarvan hij beschuldigd werd. Hij werd veroordeeld tot de doodstraf door ophanging. Hij ging in beroep, maar op 15 september 2006 hield dit vonnis, in zijn laatste beroep, definitief stand. De executie werd echter uitgesteld tot de beroepszaken van zijn medeverdachten onherroepelijk voltooid waren. Op 6 juli 2018 werd bekend dat de executie voltrokken was.
Matsumoto was gehuwd en vader van twaalf kinderen.